# Francesca Mannocchi
Francesca Mannocchi (Roma, 1º ottobre 1981) è una giornalista e scrittrice italiana.

## Biografia
Lavora da freelance e collabora con diversi canali televisivi e testate giornalistiche sia italiane, quali L'Espresso e LA7 sia internazionali, ad esempio Al Jazeera e The Guardian, occupandosi di migrazioni e conflitti riguardanti principalmente i paesi della lega araba e la Turchia. Ha ricevuto il Premio Franco Giustolisi "Giustizia e Verità" nel 2015 con l'inchiesta realizzata per LA7 sul traffico di migranti e sulle carceri libiche, il Premiolino nel 2016 e il Premio Ischia internazionale di giornalismo nel 2021.
Nel 2018 il documentario diretto con il fotografo di guerra Alessio Romenzi Isis, Tomorrow. The Lost Souls of Mosul, produzione internazionale in lingua arabo-irachena sui figli dei combattenti dell'ISIS, è stato presentato alla 75ª Mostra internazionale d'arte cinematografica di Venezia.
Per Giulio Einaudi Editore ha pubblicato nel 2019 Io Khaled vendo uomini e sono innocente, con cui ha vinto il Premio Estense, e nel 2021 Bianco è il colore del danno, libro nel quale parla della sua convivenza con la sclerosi multipla e che vince il Premio Wondy di letteratura resiliente. Con Editori Laterza ha pubblicato nel 2019 Porti ciascuno la sua colpa.
Dal 2022 segue per conto di LA7 gli eventi dell'invasione russa dell'Ucraina. Su questa esperienza, nel 2024 ha presentato alla Festa del Cinema di Roma il documentario Lirica ucraina, scritto con Daniele Mustica, basato sui racconti dei sopravvissuti al conflitto; l'opera le varrà l'anno seguente il David di Donatello per il miglior documentario.

## Vita privata
È stata legata al fotoreporter Alessio Romenzi, con il quale ha presentato alla 75ª Mostra internazionale d'arte cinematografica di Venezia il documentario Isis, Tomorrow. The Lost Souls of Mosul, sui figli dei miliziani dell'ISIS.

## Opere
- Se chiudo gli occhi..., con illustrazioni di Diala Brisly, Roma, Round Robin Editrice, 2019, ISBN 978-88-94-95319-0.
- Io Khaled vendo uomini e sono innocente, Torino, Einaudi, 2019, ISBN 88-062-4090-0.
- Porti ciascuno la sua colpa. Cronache dalle guerre dei nostri tempi, Roma, Editori Laterza, 2019, ISBN 978-88-58-13402-3.
- Libia, con illustrazioni di Gianluca Costantini, Milano, Arnoldo Mondadori Editore, 2019, ISBN 88-047-0553-1.
- Bianco è il colore del danno, Torino, Einaudi, 2021, ISBN 88-062-4717-4.
- Lo sguardo oltre il confine, Milano, De Agostini, 2022, ISBN 979-12-21-20118-5.
- Sulla mia terra. Storie di israeliani e palestinesi, Segrate, De Agostini, 2024, ISBN 9791221211528.

## Riconoscimenti
- 2021 - Premio giornalistico Archivio Disarmo "Colombe d'Oro per la Pace"[21]
- 2025 - David di Donatello per il miglior documentario[18]